# Campeonato Ecuatoriano de Fútbol Femenino Ascenso 2022
El Campeonato Nacional Ascenso a la Serie A femenina fue la edición n.º  del Ascenso a la Serie A Femenina del fútbol ecuatoriano, este torneo es el segundo escalafón en la pirámide del Fútbol Ecuatoriano por detrás de la Serie A, las fases finales comenzarán a disputarse el 14 de junio de 2022 y finalizó en 28 de julio de 2022. El torneo es organizado por la Comisión Nacional de Fútbol Aficionado, anexa a la Federación Ecuatoriana de Fútbol.

## Sistema de competición
El campeonato está conformado por 4 etapas:
En la primera etapa, los 22 equipos participantes se dividieron en 4 grupos de 4 equipos y 2 grupos de 3 equipos cada uno de acuerdo con su ubicación geográfica, jugando bajo el sistema de todos contra todos. Los 2 mejores ubicados de cada grupo clasificarán a la segunda etapa.
En la segunda etapa, los 12 equipos clasificados de la etapa anterior se dividieron en 3 grupos de 4 equipos cada uno de acuerdo con su ubicación geográfica, jugando bajo el sistema de todos contra todos. Los 2 mejores ubicados además de los 2 mejores terceros de cada grupo clasificarán a la tercera etapa.
En la tercera etapa los 8 equipos clasificados de la etapa anterior se dividieron en 2 grupos de 4 equipos cada uno de acuerdo con su ubicación geográfica, jugando bajo el sistema de todos contra todos. Los 2 mejores ubicados ascienden a la Serie A 2023 y clasifican a la cuarta etapa, mientras que los terceros de cada grupo solamente ascienden a la Serie a 2023.
En la cuarta y última etapa los 4 equipos clasificados de la etapa anterior jugaran bajo el sistema de todos contra todos para definir al campeón y subcampeón del Ascenso a la Serie A femenina quienes serán los que tengan más puntos en esta etapa.

## Equipos participantes
| Equipo                  | Ciudad                                                                      | Provincia                          |
| ----------------------- | --------------------------------------------------------------------------- | ---------------------------------- |
| Cumbaya Spirit          | Quito                                                                       | Bandera de Pichincha Pichincha     |
| Corinthians             | Velasco Ibarra                                                              | Guayas                             |
| Tigres del Valle        | [[Archivo:\|20x20px\|border\|Bandera de Ibarra]] Ibarra                     | Imbabura                           |
| Jc Sport                | Quito                                                                       | Bandera de Pichincha Pichincha     |
| Atlético Jipijapa       | Jipijapa                                                                    | Manabí                             |
| Grecia                  | Chone                                                                       | Manabí                             |
| Los Canarios            | Puerto López                                                                | Manabí                             |
| Antonio Valencia        | El Carmen                                                                   | Manabí                             |
| Sur y Norte             | Guayaquil                                                                   | Guayas                             |
| Patria                  | Samborondón                                                                 | Guayas                             |
| Atlético Durán          | Durán                                                                       | Guayas                             |
| Freire Sport            | Simón Bolívar                                                               | Guayas                             |
| Cuenca City             | Cuenca                                                                      | Azuay                              |
| Independiente JL        | Cuenca                                                                      | Azuay                              |
| El Cuartel              | Paute                                                                       | Azuay                              |
| Family Sport            | Valencia                                                                    | Los Ríos                           |
| Atlético Patricia Pilar | Patricia Pilar                                                              | Los Ríos                           |
| Atlético Fluminense     | [[Archivo:\|20x20px\|border\|Bandera de Babahoyo]] Babahoyo                 | Los Ríos                           |
| Pan con Cola            | Quevedo                                                                     | Los Ríos                           |
| ESPOL                   | Guayaquil                                                                   | Guayas                             |
| Dreamers                | [[Archivo:\|20x20px\|border\|Bandera de Santa Elena (Ecuador)]] Santa Elena | Bandera de Santa Elena Santa Elena |
| Fuerza Sur              | Guayaquil                                                                   | Guayas                             |

## Cuarta Etapa
|                                        |
| Toreras Fútbol Club Campeón 1.° Título |